# Los Altos (California)
Los Altos è una città degli Stati Uniti d'America, situata in California, nella contea di Santa Clara.